# Arnøya
Arnøya (płn.-lap. Árdni) – przybrzeżna wyspa norweska, położona na Morzu Norweskim, u północnych wybrzeży kraju, na północ od Lyngenfjordu. Oddzielona jest cieśniną Fugløysund od leżących na zachodzie wysp Vanna i Fugløya, natomiast cieśniną Kagsundet od leżących na południu wysp Kågen i Vorterøya.
Powierzchnia 276 km². Ma charakter górzysty, z wysokościami do 1168 m n.p.m. Występują tu liczne rzeki i jeziora. Główną miejscowością jest tu Arviksand.